# José María Tortosa
José María Tortosa Blasco (Albaida (Valencia), 1943) es un científico social español.  Es un analista influido por la teoría del sistema-mundo y la investigación para la paz. Excatedrático y miembro investigador del Instituto Interuniversitario de Desarrollo Social y Paz (IUDESP) de la Universidad de Alicante (España)

## Biografía
Nació en Albaida (Valencia) y actualmente reside en San Juan de Alicante. Doctor en Ciencias Sociales (Roma, 1973) y en Sociología (Madrid, 1982). Ha sido catedrático del Departamento de Sociología II desde 1991 a 2009 y director, entre 2006 y 2007, del Instituto Universitario de Desarrollo Social y Paz al que se encuentra adscrito como investigador en la actualidad, todo ello en la Universidad de Alicante. De 2002 a 2004 fue Secretario de la Asociación Española de Investigación para la Paz. Ha dado clases o conferencias en universidades de Italia, Inglaterra, Estados Unidos, China, Francia, México, Ecuador, Cuba, Brasil, Argelia y Colombia; investigó en Bolivia y Polonia. Ha realizado informes para la Universidad de Naciones Unidas y para el II Programa Europeo de Lucha contra la Pobreza.

## Líneas de investigación
El maldesarrollo, la pobreza, las desigualdades sociales y la violencia. Investiga en política latinoamericana y análisis de conflictos. Todo ello enmarcado en el paradigma de los sistemas-mundo.

## Obra
Aparte de sus colaboraciones en prensa (La Verdad, Las Provincias, Levante, Información -semanalmente-) y revistas profesionales, ha traducido al castellano obras de Ralf Dahrendorf, Johan Galtung e Immanuel Wallerstein. Mantiene el blog mundomundialtortosa.blogspot.com
También ha publicado diversos libros, ya sea en solitario o como colaborador. En solitario:
- Política lingüística y lenguas minoritarias : de Babel a Pentecostés (1982),
- El "cambio" y la modernización : OTAN, CEE y nuevas tecnologías (1985),
- Sociología del sistema mundial (1992),
- El nacionalismo europeo : origen, materiales y versiones (1993),
- La pobreza capitalista : sociedad, empobrecimiento e intervención (1993),
- Corrupción (1995),
- El patio de mi casa : el nacionalismo en los límites de la mera razón (1997),
- El largo camino : de la violencia a la paz (2001)
- El juego global (2001),
- La agenda hegemónica: la guerra continúa (2003),
- Violencias ocultadas (2003),
- Democracia made in USA : un modelo político en cuestión (2004)
- La guerra de Irak : un enfoque orweliano (2004)
- Problemas para la paz hoy: El aporte de los Estados Unidos (2005)
- La inseguridad humana. Maldesarrollo y violencias en el sistema mundial (2008)
- Maldesarrollo y Mal Vivir. Pobreza y violencia a escala mundial (2011)
- Corrupción. Corregida y aumentada (2013)
- Desigualdad, conflicto, violencia. Cinco ensayos sobre la realidad mundial (2013)